# Аорта
Аортата (на гръцки: αορτή) е голям кръвоносен съд, който отвежда кръв от лявата камера на сърцето до съдовете на големия кръг на кръвообращението.
Аортата е най-голямата артерия на тялото. При човек има диаметър от 2,5 – 3,5 см и дължина от 30 – 40 см. В началната си част е извита под формата на дъга, а останалата ѝ права част стига до таза.

## Части
В анатомията, хирургията, както и в радиологията са различават отделни части на аортата за по-добра ориентация: възходяща аорта, аортна дъга и низходяща аорта.

### Възходяща аорта
Възходящата аорта (Aorta ascendens) започва от лявата камера на сърцето и продължава почти вертикално нагоре. Тя е разделена от лявата камера чрез аортната клапа. Намира се изцяло в околосърдечната торбичка (перикард) и е с дължина само няколко сантиметра. Леко изпъкналата начална част на аортата (Bulbus aortae) се състои от трите аортни синуса (Sinus aortae), които са ограничени от свободния ръб на съответната аортна клапа и стената на аортата. От предния и левия синус водят началото си коронарните артерии (Arteriae coronales), които снабдяват сърдечния мускул.

### Аортна дъга
Аортната дъга (Arcus aortae) е продължение на възходящата аорта и се намира извън перикардната торбичка. Тя отвежда кръвта от възходящата в низходящата аорта. От аортната дъга водят началото си артериите за снабдяване на главата и горните крайници. Трите разклонения на аортната дъга са Truncus brachiocephalicus (за дясна ръка и дясната половина на главата), Arteria carotis communis sinistra (за лявата половина на главата) и Arteria subclavia sinistra (за лявата ръка), които са подредени най-често в този ред. При рентгенови снимки аортната дъга най-често се проектира върху второто ребро. На височината на 4 гръден прешлен аортната дъга преминава в гръдната аорта (Aorta thoracica).

### Низходяща аорта
Низходящата аорта (Aorta descendens) достига до таза и се разделя на двете големи артерии на таза. Дължината ѝ е около 30 см и се разделя на подчасти:
- Гръдна аорта (Aorta thoracica), която се намира изцяло в гръдния кош и дава съдове за снабдяване на белия дроб. След преминаването през диафрагмата (Hiatus aorticus) на височина на 12 гръден прешлен, гръдната аорта преминава в
- Коремна аорта (Aorta abdominalis), която веднага след преминаването си през диафрагмата дава Truncus coeliacus за кръвоснабдяване на стомах, слезка, дванадесетопръстник, панкреас (задстомашна жлеза) и черен дроб. Отделят се и съдове за снабдяване на горната и по-голяма част на червата, на бъбреците, на долната част на червата и на останалите органи на таза. Тази част на аортата се дели на височината на 4 поясен прешлен на двете общи хълбочни артерии (Arteria iliacae communes).

## Функция на аортата за кръвния поток
Еластичната стена на аортата и позволява да поема част от изтласканата по време на систолата от сърцето кръв и да създаде по-постоянен поток на кръвта. Кръвното налягане се измерва в тази част на аортата от т.нар барорецептори.

## Възможности за изследване
- Ултразвук.
- Трансезофагиална ехокардиография, при която ултразвуковата сонда се поглъща и изследването се извършва от съседния на аортата хранопровод.
- Компютърна томография (CT).
- Ядрено-магнитен резонанс (NMR, MRT).
- Ангиография, при която се правят рентгенови снимки на съдовете след инжектиране на контрастно вещество.
- Рентгенова снимка на гръден кош.
- Сърдечна катетризация.

## Заболявания на аортата
- Стеноза на истмус на аортата – стеснение на аортата между аортната дъга и низходящата аорта, водещо до ниско налягане под и високо над стеснението.
- Артериосклероза.
- Аневризма на аортата.
- Дисекация на аортата.
- Руптура (спукване) на аортата.
- Запушване на аортата (например при тромбоза или тумор в коремната кухина и др.).
- Синдром на Марфан (генетичен дефект, причиняващ смущения при изграждането на еластична тъкан, което предразполага към дисекации и руптури на аортата).
- Сифилис на аортата (Mesaortitis luica).